# Demolition Man (игра)
Demolition Man (с англ. — «Разрушитель») — видеоигра в жанре action, разработанная и изданная компанией Virgin для приставки 3DO в 1994 году. Годом позже была выпущена версия для Mega Drive/Genesis, Mega-CD и SNES, разработанная студией Alexandria и изданная компанией Acclaim. Игра основана на одноимённом фильме.

## Игровой процесс
Различие стилей геймплея на примере первого уровня
Demolition Man представляет собой игру в жанре action. Сюжет аналогичен таковому в фильме: полицейский Джон Спартан (которым управляет игрок) ведёт борьбу с криминальным авторитетом Саймоном Фениксом, которая началась в 1996 году и продолжилась в 2032.

### 3DO
Игра выполнена в трёхмерной графике. Игроку предстоит пройти 16 уровней, которые различаются стилем игры. Так, большая часть уровней представляет собой статичную локацию, на которой случайным образом появляются враги, а игроку нужно стрелять по ним, а также по ключевым объектам для прохождения уровня, пополнения здоровья и арсенала вооружения. Некоторые уровни представляют собой рукопашный бой между Спартаном и Фениксом, причём с каждым следующим уровнем увеличивается сложность борьбы со злодеем. Два уровня выполнены в стиле шутера от первого лица, в которых игроку следует отбиваться от многочисленных врагов и следовать за Фениксом для выхода к завершению уровня. Один уровень является погоней, где игрок управляет автомобилем с целью догнать Феникса, для чего нужно уклоняться от попутных машин и пополнять запас топлива. В игре есть несколько концовок, которые зависят от различных факторов, например, выбранного уровня сложности и набранных очков.

### Mega Drive/Genesis, Mega-CD и SNES
Игра выполнена в двухмерной графике. Игроку предстоит пройти 10 уровней. Большая часть уровней выполнена с боковым сайд-скроллингом, некоторые же сделаны с видом сверху (в последних для прохождения, помимо прочего, нужно освобождать заложников). Независимо от этого, игроку следует проходить уровень, используя различное оружие для уничтожения многочисленных врагов. Помимо атаки врагов, следует избегать некоторых смертельных ловушек, например огня. На уровнях могут находится аптечки для пополнения здоровья, а также различные виды вооружения со своими особенностями.

## Разработка и выход игры
За создание Demolition Man были ответственны студии Virgin и Alexandria, издателями выступили Virgin и Acclaim. В то время как Vigrin работали над игрой для нового поколения консолей — 3DO, PlayStation и Jaguar — Alexandria разрабатывали версию для Mega Drive/Genesis, Mega-CD и SNES. Впоследствии компания Virgin отменила версии для PlayStation и Jaguar.
Demolition Man основана на одноимённом фильме и полностью следует его сюжетной линии. В версиях игры для Mega Drive/Genesis и SNES история подаётся в текстовых описаниях между уровнями, в версии для Mega-CD используются видеовставки из фильма, а в версии для 3DO помимо вставок из фильма были также отсняты эксклюзивные кадры с участием Сильвестра Сталлоне и Уэсли Снайпса для придания игре большего кинематографического ощущения. В версии для 3DO была использована трёхмерная графика, а уровни выполнены в различных стилях игры, в то время как на других платформах создатели реализовали двухмерную графику с использованием бокового и, в некоторых уровнях, вертикального сайд-скроллинга. Кроме того, в версии для 3DO реализована поддержка светового пистолета American Laser Games Gamegun.
Выход Demolition Man состоялся 9 декабря 1994 года для 3DO в Японии. В следующем году игра вышла в Северной Америке, а также были выпущены версии для остальных приставок.

## Оценки и мнения
| Сводный рейтинг    | Сводный рейтинг                         |
| Агрегатор          | Оценка                                  |
| ------------------ | --------------------------------------- |
| MobyRank           | 77/100 (SMD) 71/100 (3DO) 71/100 (SNES) |
| Иноязычные издания |                                         |
| Издание            | Оценка                                  |
| AllGame            | (3DO) · (SMD) · (SNES) · (SCD)          |
| GamePro            | (3DO) · (SMD/SNES)                      |
| Sega-16            | 8/10 (SMD) 7/10 (SCD)                   |

Demolition Man получила в основном позитивные отзывы от журналистов, которые хвалили качественную техническую составляющую, разнообразие уровней и близость игры к фильму, но критиковали некоторые элементы геймплея. На сайте MobyGames средняя оценка составляет 77 баллов из 100 возможных для версии на Mega Drive/Genesis и 71 балл из 100 для 3DO и SNES.